# ごみ問題

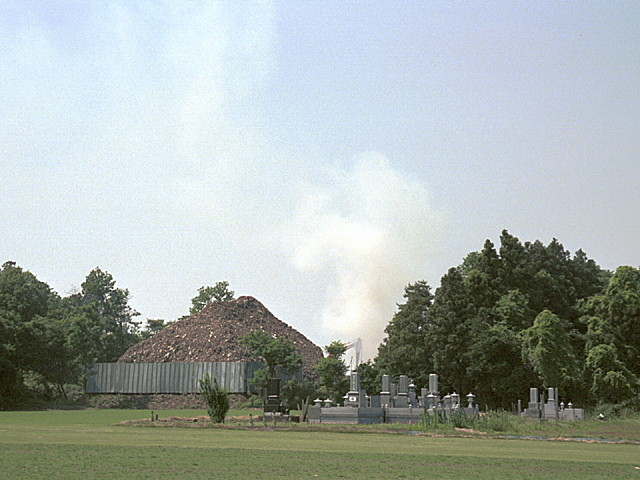
産業廃棄物の野焼き

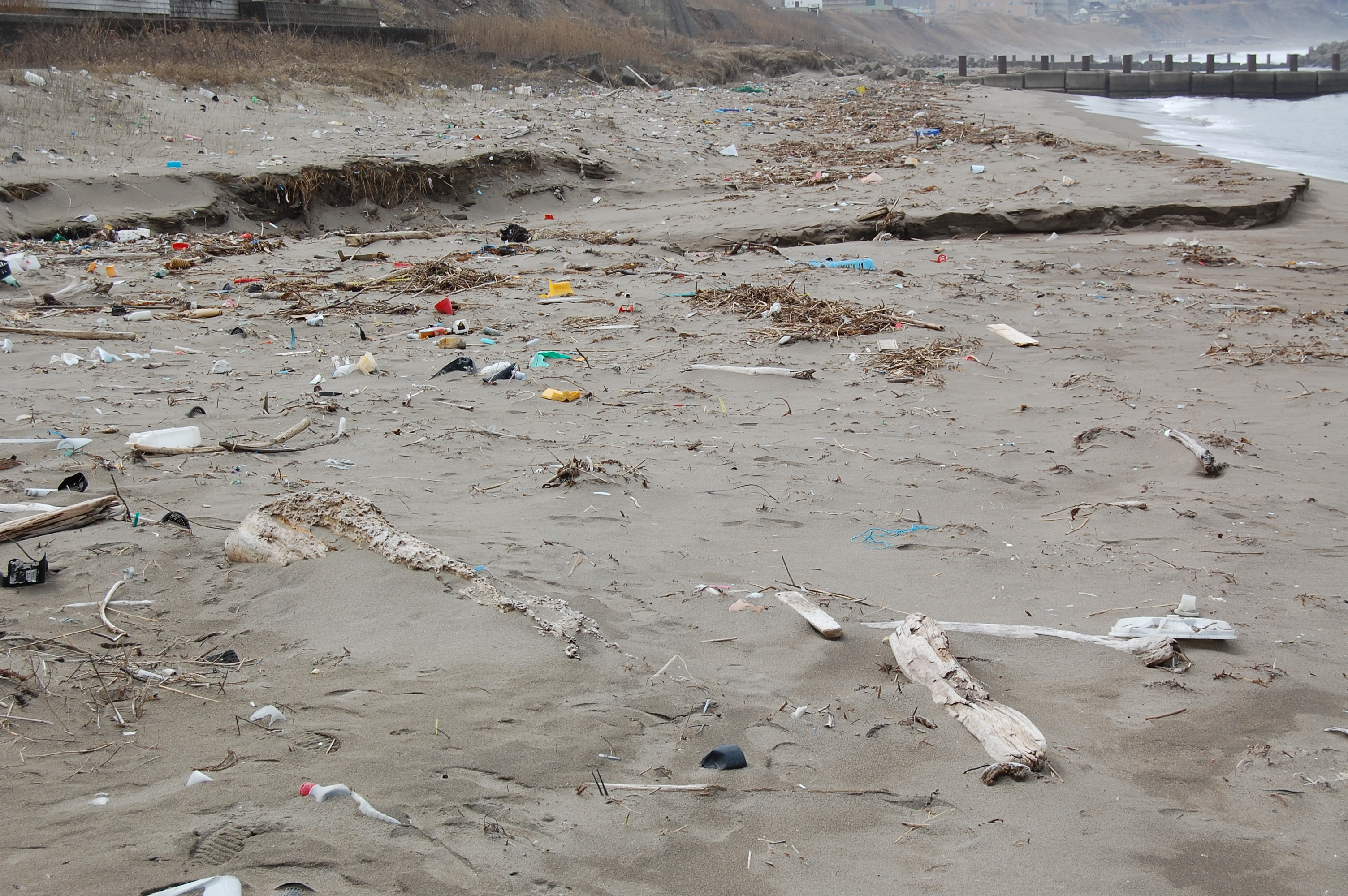
海岸に漂着したごみ

ごみ問題（ごみもんだい）とは、日常生活や経済活動、災害などに伴い発生したごみ、廃棄物（一般廃棄物、産業廃棄物を含む）に関する問題のこと。不法投棄などによる環境汚染や健康被害に加えて、適切な処理をする場合でも、ごみの発生に焼却や最終処分場での埋め立てが追い付かなかったり、ごみの搬入や収集・処理施設の新増設に地元側が反対したりする場合もある。

## ごみに関する主な問題

### 問題点
ごみに関する主な問題は、排出をめぐる問題、収集をめぐる問題、運搬をめぐる問題、処理をめぐる問題、処分をめぐる問題、再生資源化・減量をめぐる問題、市民の役割をめぐる問題、事業者の役割をめぐる問題、自治体の内部協力と役割をめぐる問題に分けられる。
- 排出をめぐる問題
廃棄物中の水分の問題、粗大ごみの増加、排出方法、緊急処理（火災など災害時の多量廃棄物や引越し等による廃棄物）、廃棄物の多様化など[1]
- 収集をめぐる問題
ごみの出し方による収集能率の低下、季節によるごみの量や質の変化、ごみ集積場の汚染、不法投棄問題、分別収集など[1]
- 運搬をめぐる問題
ごみの運搬上の道路事情の問題や公害対策など[1]
- 処理をめぐる問題
施設建設、施設管理、処理困難物、エネルギー回収など[1]
- 処分をめぐる問題
処分地の確保と処分地の維持管理の問題[1]
- 再生資源化・減量をめぐる問題
製品の有効利用、再生資源の需要不足などの問題[1]
- 市民の役割をめぐる問題
使い捨てによるごみの増大、ごみの収集等への協力、所有地の清潔保持や管理など[1]
- 事業者の役割をめぐる問題
適正処理困難物の自主規制、PPPの原則など[1]
- 自治体の内部協力と役割をめぐる問題
行政広報、内部の恒常的な協力など[1]

### 不法投棄

#### 日本
国や自治体による監視・通報受付による早期発見と、ごみの分析による投棄者の特定に加えて、未然防止及び排出者責任の追及、現状回復といった各種取り組みが行われている。排出者責任と廃棄物のモニタリングについてはマニフェスト制度も参照のこと。
不法投棄の対策を促進するため、2003年度から10年間の時限法である産廃特措法（特定産業廃棄物に起因する支障の除去等に関する特別措置法）が制定された。

#### フィリピン
フィリピンでは1999年の大気浄化法によりごみ焼却炉の非合法化が行われ、指定されたごみ収集所への集積が義務付けられた。だが同時期に、従来使用されていた処分場が水質汚染等によって次々と閉鎖され、収集ごみが空き地や河川に不法投棄される事態が起きた。

### ごみ焼却による環境汚染
塩素を含む廃棄物の焼却によってダイオキシンが発生することが問題視されてから、焼却についても様々な規制が行われるようになってきている。
日本では廃掃法により、農村部で伝統的に行われてきたごみの野焼きも禁止された。

### 処分場の問題

#### フィリピン
フィリピンでは2000年代にはマニラ首都圏で1日約6000tのごみが排出されていた。ごみが不法投棄されたり、街からの収集が進まず放置されたりすることもある。2000年7月には200人以上の犠牲者を出したともいわれるパヤタス・ダンプサイト（処分場）ごみ崩落事件が発生している。2001年には固形廃棄物管理法が制定された。
なおマニラ首都圏にかつて存在した処分場スモーキーマウンテンを含めて、発展途上国では、処分場のごみから有価物を探して売り、生活の糧とする貧しい人々（スカベンジャー）が存在し、健康被害などが問題になっている。

#### マレーシア
マレーシアで稼働中の最終処分場は2001年には168か所であったが、その大部分は野ざらしの状態であり、土壌汚染や地下水汚染が懸念されている。

### 廃棄物の輸出入規制
リサイクル可能な古紙や金属スクラップを中心に廃棄物は海外に搬出されることもある。だが再資源化される過程での汚染防止や残渣の処理が不十分だったり、リサイクルを口実とした有害廃棄物の国外投棄だったりすることもある。このため有害廃棄物の国際移動を規制するバーゼル条約が1992年に発効している。
中華人民共和国は2017年12月末、一部廃棄物の輸入を禁止した。リサイクル目的の廃棄物輸入に伴う汚染問題を告発した映画『PLASTIC CHINA』（塑料王国）が規制のきっかけになったとみられている。

### 医療廃棄物の問題
感染症防止のため医療器具の使い捨てが進む中で、医療廃棄物
が適切な処理・処分がなされず、各地で発見されていた。不法投棄（下記の「不法投棄の問題」参照）の取り締まり強化に合わせ、古い廃棄物（感染性廃棄物の区分規定がない以前は、不燃物などとして処理・処分が行われており、安定5品目とされていたケースもあった）が発見される以外、新しい不法投棄は減ってきている。

### 建築廃棄物の問題
コンクリートや木材などは産業廃棄物処分場に大量に搬入されていたため、2002年度より建設リサイクル法がスタートして対策が始まった。日本の住宅は、英国が平均75年間、米国が平均44年間で建て替えるのに対し、平均26年と短い周期で建て替えられていることが知られている。このため政府・与党では、初期投資は高くても住宅寿命を伸ばせるような住宅を支援するために「200年住宅ビジョン」を検討している。一方で、日本では人口の減少や都市集中による空き家が全国的に増えており、家財や解体家屋のごみ処理が課題となっている。

## 各国における法制度

### 日本
循環型社会形成推進基本法が基本法の位置づけになっており、廃棄物の処理及び清掃に関する法律や資源有効利用促進法などの個別法令がある。
戦後の日本では経済成長と大量消費時代の到来により急増したごみが、公害の一つとして問題になった。従来の汚物掃除法（1900年）に代えて、ごみを総括的に規制する法律として廃棄物の処理及び清掃に関する法律（廃掃法、1970年）が施行された。その後、ごみと資源消費の量を抑えるため、品目別に各種のリサイクル法が制定されている。

### EU
基本方針として「廃棄物管理のための共同戦略に関する1997年2月24日の理事会決議」があり、一般廃棄物については廃棄物に関する理事会指令（91/156/EEC）、有害廃棄物については理事会指令（94/31/EC）がある。

### ドイツ
基本法として「循環経済の促進及び廃棄物の環境に適合した処分の確保に関する法律」があり、容器包装に関する「包装廃棄物政令」、自動車に関する「廃自動車政令」、電子機器に関する「使用済情報通信機器政令」などの個別法令がある。

### 米国
基本法として資源保護回収法と有害固形廃棄物修正法があり、有害廃棄物以外の家庭ごみ等に関しては連邦法はなく州法による。

## ごみをめぐる主な対策

### ごみの減量
落ち葉や天然繊維といった有機物が腐敗などによって分解されるのに対して、現代において排出されるごみには、プラスチック製品など自然界では分解されないか、分解に極めて長期間かかる物質も多い。このため、廃棄量そのものを減らす取り組みも必要となっている。

#### ごみ収集の有料化
公共経済学を根拠に、処理費用の内部化であるとして援護する動きも手伝い、日本ではごみ収集にあたって有料化を実施している自治体が増えている。その反面、ごみ分別を厳しく課すものの、ごみ収集は有料になっていない横浜市のような自治体もある。
有料化に踏み切った自治体は、ごみ収集量が一時的に大幅に減ることが多い。ただしその後、次第にごみ排出量が増え、元の排出量に戻ってしまうリバウンド現象が発生する。有料化の徴収方法は以下の通りである。

##### 定額制
ごみの排出量に関係なく、世帯または世帯員一人当たりに付き一定額を負担する方法である。

##### 従量制
ごみの排出量に応じて処理手数料を負担する方法である。
- 単純方式
指定袋やシールが1枚目から有料となる仕組みである。日本各地の自治体で導入されている。
- 超過量方式
一定枚数の指定袋やシールを無料配布し、それを上回る場合は、有料で販売する仕組みである。千葉県野田市、岐阜県高山市などが導入している。
- 二段階方式
一定枚数まで指定袋を原価で販売し、それを上回ると高い価格で販売する仕組みである。滋賀県守山市、宮崎県都城市、山口県柳井市、静岡県御殿場市、岐阜県関市などが導入している。

#### 生ごみ処理の助成
日本の自治体では生ごみ処理機もしくはコンポストの購入に助成金する制度を導入しているところもある。一方、制度を取り入れていたが、収支不足で打ち切った自治体もある。

#### 減量の成果の公表
日本の自治体では、具体的な数字によって有料化による減量の成果を公表している所もあり、東京都武蔵野市、新潟県新潟市などが公表している。無料のままの自治体でも、埼玉県朝霞市、飯能市、入間市、新座市、吉川市が詳細なデータを公表している。

### 資源のリサイクル
リサイクルを行うためにもエネルギーが必要であり、単純にリサイクルをすれば環境に良いとは限らないので注意が必要である。一般に、エネルギー消費量の削減には、リデュース（減らす）・リユース（再利用）・リサイクル（繰り返し使う）の順が良い。
ごみの中には資源として使用可能なものもある。有価物の純度を下げないことが、リサイクルの鍵であり、そのためにゴミの分別が行われている。ごみ分別の方法は市町村によって異なっているが、最も分別が多い例としては、徳島県上勝町ではごみを34分類まで増やしている。また、それらを確実にリユース・リサイクルするための仕組みを作り上げることが課題となっている。中国等へ輸出されたあと、有効利用されないケースもあり、世界的な環境汚染問題が発生している。
これらの方式も含めたリユース・リデュース・リサイクルの事は、一般に3Rとよばれている。

更に、自動車のリサイクルに関しては

また、飲料容器については

### リサイクル以外の有効利用
生ゴミや汚泥などの廃棄物に関しては、バイオガスとしての利用なども進んでいる。積水化学工業は2017年、ごみを蒸し焼きにして一酸化炭素（CO）と水素ガスに分解し、それらを菌で発酵させてエタノール（燃料や石油化学製品の原料となる）に変える比較的低コストな技術を開発したと発表した。

## 主なごみ問題
- 東京ゴミ戦争 - 高度経済成長期に東京都の江東区と杉並区との間で起こった対立。
- 豊島産廃問題 - 産廃特措法適用。香川県の豊島に産業廃棄物50万トンが不法投棄され、業者が摘発された。
- 上内間木産廃問題 - 埼玉県朝霞市上内間木の新河岸川河川敷に産業廃棄物(推定10,000m2以上)が不法投棄され、犯人の特定が出来ずに時効が成立した。ドラム缶にはPCBや鉛などの有害物質とトリクロロエチレン、テトラクロロエチレン等の揮発性有機溶剤(特定有害産業廃棄物に規定されている有害物質)が多く含まれている事が判明した[19]。
- RD社産廃問題 - 滋賀県栗東市内の最終処分場から高濃度の硫化水素 (H2S)ガスが検出され地下水汚染も問題となった。同県は改善命令を出し是正工事を完了させたが、その後の調査で有害物質の入ったドラム缶が埋められていることが判明した(不適正保管)。同県は同社に対して撤去等を命じたが、経営破綻により同社の対応が見込めなくなった[20]。
- 藤前干潟問題 - 愛知県名古屋市で、藤前干潟を干拓してごみ処分場を作る計画であったが、ストップがかかった。
- 札幌ごみ問題 - 北海道の札幌市清田区で、森林に約300mにわたって車やタイヤ等を不法投棄され、通称ごみロードと名づけられた。2008年2月12日に古物商が逮捕された。
- 小金井ごみ問題 - 東京都小金井市におけるごみ処理問題。2007年の二枚橋清掃工場閉鎖に伴い、小金井市は新たな地方公共団体とごみを共同処理する方針を決定したが、新処理場建設が建設予定地近隣の市民の反対により頓挫し、自力でのごみ処理が不可能となった。ごみ緊急事態宣言をしてタウンミーティングを行うものの進展がなく、新たに選ばれた小金井市長もごみ処理について不適切な発言をし、ごみ処理を依頼していた国分寺市など近隣各市の反発を招き、着任直後に辞任に追い込まれるなど、長期にわたって混乱が続いた。
- 東京都清掃センター水銀排ガス事件 - 東京都における水銀含有ごみ問題。清掃工場から高濃度の水銀が含まれた排気が放出され、周囲が汚染された事件。また、焼却炉の運転が長期にわたり停止することとなりゴミ収集に大幅な遅延が発生した。